# The Avenger
The Avenger är ett album av Amon Amarth som släpptes i mars 1999. Skivbolaget är Metal Blade.

## Låtlista
| Nr | Titel                       | Längd |
| -- | --------------------------- | ----- |
| 1. | Bleed for Ancient Gods      | 4:31  |
| 2. | The Last With Pagan Blood   | 5:39  |
| 3. | North Sea Storm             | 4:55  |
| 4. | Avenger                     | 7:11  |
| 5. | God, His Son and Holy Whore | 4:00  |
| 6. | Metalwrath                  | 3:49  |
| 7. | Legend of a Banished Man    | 6:08  |
| 8. | Thor Arise                  | 5:06  |